# Pont d'Échallod
Le pont d'Échallod est un pont situé près du hameau du même nom sur la commune d'Arnad, dans la basse Vallée d'Aoste.

## Histoire
Le pont a été construit entre 1770 et 1776 et rénové à plusieurs reprises par la suite.

## Structure
Le pont d'Échallod présente une structure symétrique à dos d'âne et repose sur trois voûtes soutenues par de robustes contreforts. Une édicule est située sur l'épaule droite.

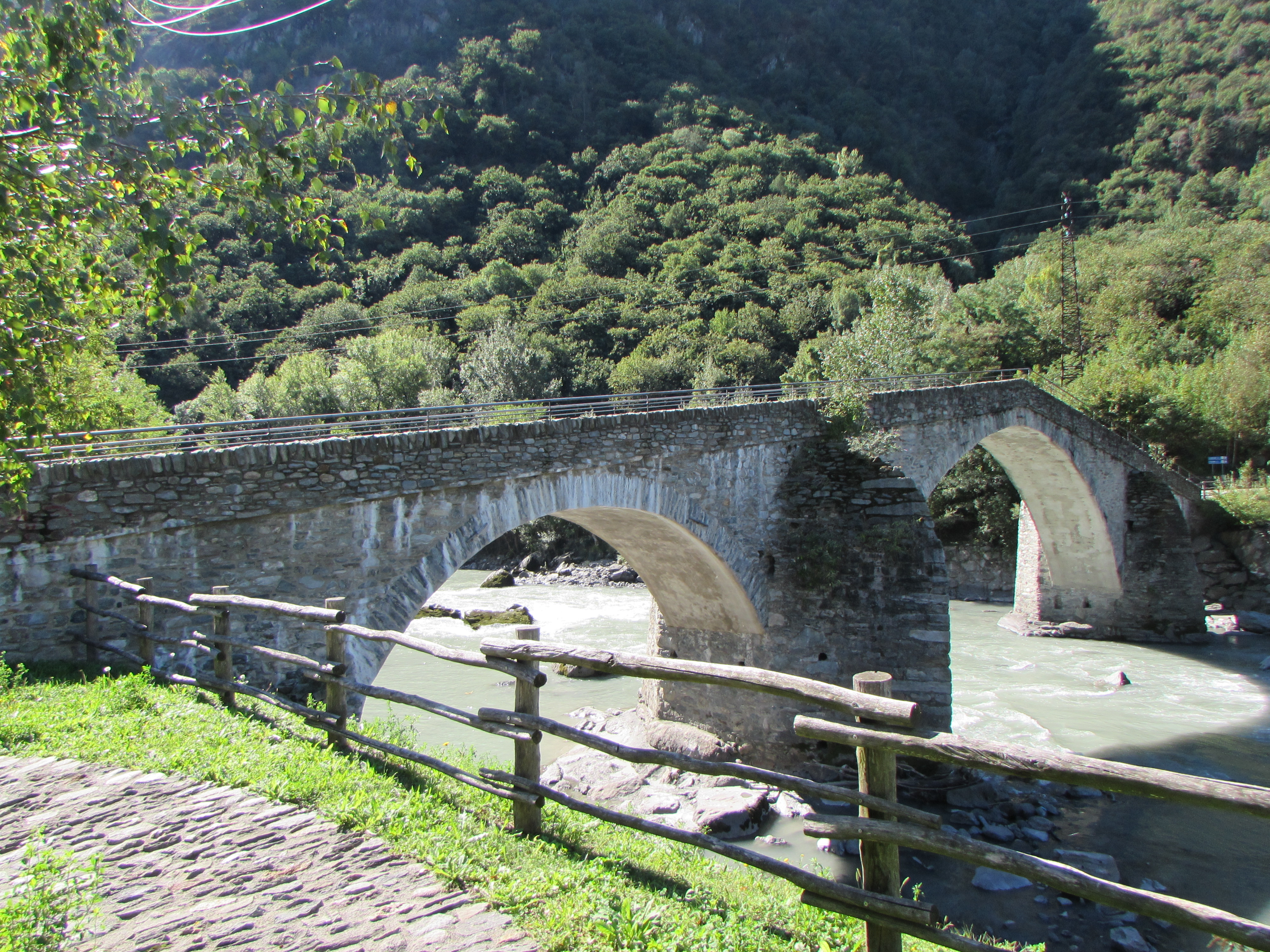
Vue depuis la rive gauche.